# Forgiveness
「forgiveness」（フォーギブネス）は、日本の歌手・浜崎あゆみの30thシングル。2003年8月20日にavex traxより発売。

## 解説
前作「&」より、約1か月振りのリリースとなった。
初登場1位、累計22.2万枚。シングルカットを除き、6thシングル「WHATEVER」以来4年半ぶりの低いセールスとなった。
シングル30枚目を記念し、同年10月にシングル曲中心のスペシャルライブ「A museum 〜30th single collection live〜」が行われた。
ジャケットはイギリスのCGクリエイター集団Me Companyが手がけた。

## 収録曲
全曲作詞：ayumi hamasaki
1. forgiveness [5:49]
作曲：CREA + D・A・I / 編曲：CMJK
TBS系ドラマ『高原へいらっしゃい』主題歌
2. ourselves "Kentaro Takizawa remix" [5:57]
Remixed by Kentaro Takizawa
3. HANABI 〜episode II〜 "HΛL'S MIX 2003" [4:49]
Remixed by HΛL
4. forgiveness -Instrumental- [5:50]

## 収録アルバム
- forgiveness
  - 『Memorial address』
  - 『A COMPLETE 〜ALL SINGLES〜』
  - 『A THEME SONGS -Drama edition-』
  - 『A BALLADS 2』

## 収録ライブ映像
- forgiveness
  - 『A museum 〜30th single collection live〜』
    - 『A 50 SINGLES 〜LIVE SELECTION〜』

  - 『a-nation'03』(A COMPLETE 〜ALL SINGLES〜)
  - 『ayumi hamasaki 〜POWER of MUSIC〜 2011 A LIMITED EDITION』
    - 『A BALLADS 2』

  - 『ayumi hamasaki COUNTDOWN LIVE 2014-2015 A Cirque de Minuit 〜真夜中のサーカス〜』
  - 『ayumi hamasaki ARENA TOUR 2018 ～POWER of MUSIC 20th Anniversary～』(ayumi hamasaki UNRELEASED LIVE BOX A)